# خورشید سیاه

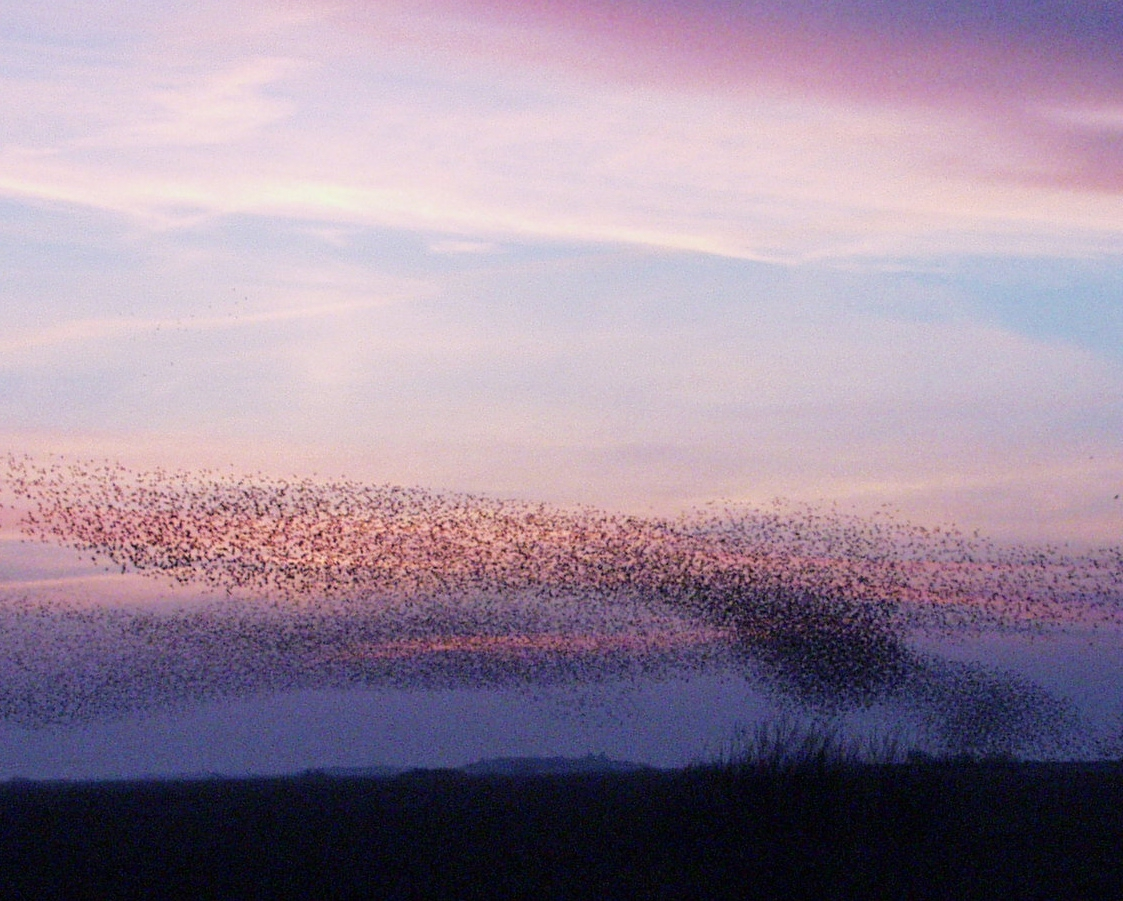
تعداد زیادی سار در آسمان دانمارک

خورشید سیاه (به انگلیسی: Sort sol) برای دسته‌های انبوهی از ابر سیاهی از سارهای در حال پرواز به کار می‌رود. اگر در کشور دانمارک، حدود یک ساعت قبل از غروب آفتاب در یک روز بهاری یا پاییزی به آسمان نگاه کنید، دسته‌های بزرگی از پرندگان را می‌بینید که کاملاً هماهنگ با یکدیگر به‌طور شگفت‌انگیزی در کنار هم پرواز می‌کنند. این دسته‌ها ممکن است شامل صدها هزار پرنده باشند ولی هیچ پرنده‌ای جا نمی‌ماند و هیچ پرنده‌ای از بقیه جلو نمی‌زند. این پرندگان از دور مثل هیولایی خشمگین به نظر می‌آیند که با عصبانیت به این سو و آن سو می‌رود.
این پرندگان سارهایی هستند که از اروپای جنوبی به اسکاندیناوی مهاجرت می‌کنند. پس از یک روز گشت و گذار در طبیعت، سارها در این حرکت دست جمعی به دنبال مکانی مناسب برای خوابیدن می‌گردند. تازه بیشتر پرندگان شکاری هم که به فکر شام خوردن پیش از خواب هستند با دیدن این هیولای سیاه رنگ بزرگ، فرار می‌کنند و بی خیال سارها می‌شوند.
مردمان محلی به این واقعه خورشید سیاه می‌گویند. دسته‌های چند صد هزار نفری پرندگان جلوی نور خورشید در حال غروب را می‌گیرند و آسمان را سیاه می‌کنند. نام خورشید سیاه هم به همین خاطر به آن‌ها داده شده است.
خورشید سیاه دو بار در سال در دانمارک اتفاق می‌افتند. یکی از میانۀ ماه مارس تا آغاز ماه آوریل و دیگری از میانۀ ماه سپتامبر تا آغاز ماه اکتبر. هر خورشید سیاه در عرض بیست دقیقه پایان می‌پذیرد. ابتدا دسته‌های کوچک تشکیل می‌شوند اما چند دقیقه بعد با پیوستن دیگر پرنده‌ها به آن‌ها دسته‌های بزرگ‌تر تشکیل می‌شوند.
خورشید سیاه بیشتر بر فراز مرداب‌های قسمت غربی دانمارک شکل می‌گیرد اما دقیقاً مشخص نیست که در کدام نقطه قرار است به وقوع بپیوندد. راهنماها بیشتر توریست‌ها را به کنار مرداب‌های بزرگ که احتمال تشکیل خورشید سیاه بیشتر است، می‌برند.
هماهنگی میان پرنده‌ها واقعاً شگفت‌انگیز است. گاهی تعداد پرنده‌ها به یک میلیون هم می‌رسد. با این حال هیچ نابسامانی‌ای در حرکت آن‌ها دیده نمی‌شود. انگار همهٔ پرنده‌ها با هم متحد می‌شوند و یک سیستم واحد را به وجود می‌آوردند. اما واقعاً چگونه هر پرنده می‌تواند حرکت صدها هزار پرندهٔ دیگر را پیش‌بینی کند؟
آزمایش‌ها و تحقیقات مختلفی در این زمینه انجام شده است. در یکی از آن‌ها پژوهشگران تلاش کردند تا یک مدل کامپیوتری از شیوهٔ حرکت سارها به دست بیاورند. آن‌ها متوجه شدند که برای رسیدن به همچین هماهنگی ای تنها به سه قانون نیاز است. اول این که همهٔ پرنده‌ها باید با سرعت نسبتاً یکسانی پرواز کنند، دوم این که هر پرنده باید نزدیک پرنده‌های کناری اش بماند و سوم این که همهٔ پرندگان باید از پرندگان شکارچی دوری کنند.
،تنها با همین سه قانون ساده پژوهشگران موفق شدند مدلی کامپیوتر بسازند که شباهت بسیار زیادی به حرکت پرندگان داشته باشد. در حقیقت آزمایش‌های بعدی نشان دادند که در همچین دسته‌هایی نیازی نیست هر پرنده حرکت تمام پرنده‌های دیگر را پیش‌بینی کند بلکه تنها باید مراقب حرکت هفت پرندهٔ کناری‌اش باشد.
اما دانستن چگونگی به وقوع پیوستن خورشید سیاه چیزی از شگفتی آن کم نمی‌کند بلکه زیبایی‌اش را هم بیشتر می‌کند.